# Església parroquial de la Immaculada Concepció (Otos)
L'església de la Immaculada Concepció és un temple catòlic situat al carrer de l'Església del municipi d'Otos. És un Bé de Rellevància Local amb identificador nombre 46.24.185-002.

## Història
L'edifici va substituir un altre anterior erigit en 1574 (data de l'erecció com a parròquia). La construcció de l'actual temple es va realitzar entre 1721 i 1724. La benedicció de la nova església va tenir lloc en 1742.

## Descripció
L'església es troba lleugerament sobreelevada respecte dels edificis del seu entorn. La seua façana forma una replaça perquè es troba lleugerament retranquejada respecte de l'alineació general de les façanes del carrer. L'accés a la porta es realitza mitjançant una escalinata que salva l'esmentada sobreelevació. La porta de la façana és l'única que existeix a inicis del segle xxi, ja que una entrada secundària que donava accés a la capella del Crist va ser eliminada.

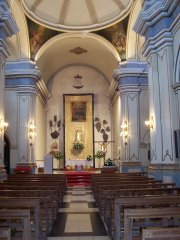
Interior de l'església

Es tracta d'un temple amb tres naus i altars entre els contraforts. Té el creuer cobert amb cúpula i el presbiteri de capçalera recta, amb un trasagrari que comunica la capella de la comunió i la sagristia. Aquesta dues sales són simètriques i flanquegen el presbiteri.